# Liste des villes jumelées de Malaisie
 (octobre 2017).

Carte de la Malaisie.

Ceci est la Liste des villes jumelées de Malaisie ayant des liens permanents avec des communautés locales dans d'autres pays. Dans la plupart des cas, en particulier quand elle est officialisée par le gouvernement local, l'association est connue comme « jumelage » (même si d'autres termes, tels que « villes partenaires », « Sister Cities » ou « municipalités de l'amitié » sont parfois utilisés). La plupart des endroits sont des villes, mais cette liste comprend aussi des villages, des districts, comtés, etc., avec des liens similaires.
- Haut – A
- B
- C
- D
- E
- F
- G
- H
- I
- J
- K
- L
- M
- N
- O
- P
- Q
- R
- S
- T
- U
- V
- W
- X
- Y
- Z

## G

### George Town- (Penang)
| - Adelaide, Australie (8 décembre 1973) - Xiamen, Chine, (1991) | - Yokohama (préfecture de Kanagawa), Japon (5 octobre 1991) - Medan, Indonésie | - Taipei, Taiwan (Mars 2011) - Bangkok, Thailande (Avril 2012) |

## I

### Ipoh- (Perak)
| Nanning, Chine | Fukuoka (prefecture de Fukuoka), Japon |  |

## J

### Johor Bahru- (Johor)
|  | Istanbul, Turquie | Kuching, Malaisie (2008) |

## K

### Kota Kinabalu- (Sabah)
| Rockingham, Australie Heyuan, Chine. | Vladivostok, Russie Yongin, Corée du Sud | Province de Ratchaburi, Thailande Luganville, Vanuatu. |

### Kuala Lumpur- (Selangor)
| Berlin, Allemagne, Chennai, Inde Delhi, Inde Isfahan, Iran | Mashhad, Iran Malacca, Malaisie Casablanca, Maroc Karachi, Pakistan | Ankara, Turquie Dubai, Émirats arabes unis Londres, Royaume-Uni New York, États-Unis |

### Kuching- (Sarawak)
| Kunming, Chine Xiamen, Chine Zhanjiang, Chine | Pontianak, Indonésie Johor Bahru, Malaisie | Jeddah, Arabie saoudite Guro-gu, Corée du Sud Seattle, États-Unis |

## M

### Malacca- (Malacca)
| Valparaíso, Chili (23 juin 1991), Kashgar, Chine (14 février 2012) Nanjing, Chine (2001), | Chiraz, Iran Kuala Lumpur, Malaisie (15 avril 1989) | Hoorn, Pays-Bas (8 novembre 1989), Lisbonne, Portugal (16 janvier 1984), |

## P

### Petaling Jaya- (Selangor)
| Guangzhou, Chine, Bandung, Indonésie, | Miyoshi (préfecture de Saitama), Japon, Saitama (préfecture de Saitama), Japon |  |

## S

### Seremban- (Negeri Sembilan)
Bukittinggi, Indonésie

## Sources
- (en) Cet article est partiellement ou en totalité issu de l’article de Wikipédia en anglais intitulé « List of twin towns and sister cities in Malaysia » (voir la liste des auteurs).